# Joaquim Vital
Joaquim Vital (ur. 24 sierpnia 1884 w Lizbonie) – zapaśnik reprezentujący Portugalię, uczestnik igrzysk w Sztokholmie w 1912 roku. Startował w turnieju zapaśników wagi średniej, gdzie doszedł do trzeciej rundy.